# Wisła Kraków (hokej na lodzie)
Wisła Kraków – polski klub hokeja na lodzie z siedzibą w Krakowie funkcjonujący w latach 1927–1961.

## Historia
Zespół działał jako sekcja klubu Towarzystwo Sportowe Wisła Kraków. Powstał w 1927 i funkcjonował do 1931. Wówczas został przeniesiony i kontynuował działalność jako TS Wisła Zakopane. Ponownie reaktywowany po II wojnie światowej w 1946. W 1949 sekcja hokejowa Wisły została wcielona do zrzeszenia Gwardia, w 1954 została rozwiązana, zaś w 1961 przeniesiony do Nowego Targu.

## Sukcesy
- Mistrzostwo Krakowa: 1928, 1946
- Szóste miejsce mistrzostw Polski: 1929
- Srebrny medal mistrzostw Polski: 1947